# STS-34
STS-34 est la cinquième mission de la navette spatiale Atlantis. Elle a assuré le transport de la sonde Galileo à destination de Jupiter.

## Équipage
- Commandant : Donald E. Williams (2)  États-Unis
- Pilote : Michael J. McCulley (1)  États-Unis
- Spécialiste de mission 1 : Franklin R. Chang-Diaz (2)  États-Unis
- Spécialiste de mission 2 : Shannon W. Lucid (2)  États-Unis
- Spécialiste de mission 3 : Ellen S. Baker (1)  États-Unis

Le chiffre entre parenthèses indique le nombre de vols spatiaux effectués par l'astronaute au moment de la mission.

## Paramètres de la mission
- Masse :
  - Navette au décollage : 116 831 kg
  - Navette à l'atterrissage : 88 881 kg
  - Chargement : 22 064 kg
- Périgée : 298 km
- Apogée : 307 km
- Inclinaison : 34,3°
- Période : 90,6 min